# Howie Kendrick
Pour les articles homonymes, voir Kendrick.
Howard Joseph Kendrick (né le 12 juillet 1983 à Jacksonville, Floride, États-Unis) est un ancien joueur de champ extérieur et de deuxième but de la Ligue majeure de baseball.
Il évolue comme joueur de deuxième but pour les Angels de Los Angeles de 2006 à 2014, puis pour les Dodgers de Los Angeles en 2015 et 2016 avant d'être employé comme joueur de champ gauche par les Phillies de Philadelphie puis Washington en 2017. Kendrick représente les Angels au match des étoiles 2011.

## Carrière

### Angels de Los Angeles

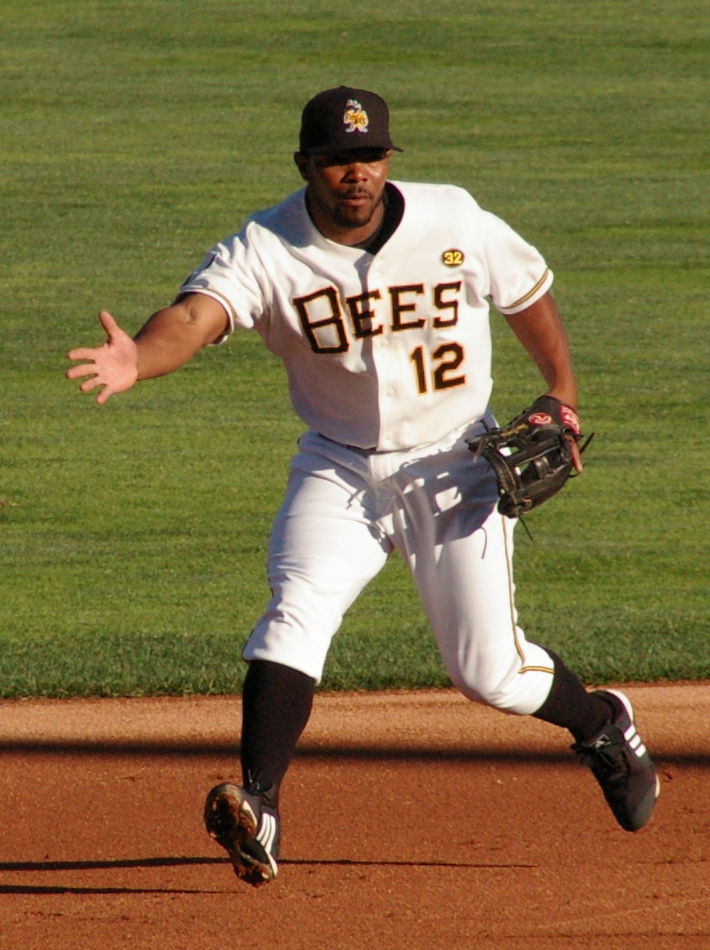
Howie Kendrick lors d'un séjour en ligue mineure avec les Bees de Salt Lake en 2009.

Howie Kendrick est repêché par les Angels de Los Angeles au 10e tour de sélection le 4 juin 2002.
Il progresse bien en ligues mineures au point de faire une apparition sur le top 100 annuels des meilleurs joueurs d'avenir dressé par Baseball America, où il est classé au 12e rang au début 2006. Kendrick fait peu après ses débuts dans le baseball majeur : il dispute son premier match avec les Angels le 26 avril 2006. 
À sa saison recrue en 2006, Kendrick maintient une moyenne au bâton de ,285 en 72 parties jouées. Le départ du joueur de deuxième but de longue date des Angels, Adam Kennedy, pour Saint-Louis après la saison 2006, ouvre tout grand la porte pour Kendrick. Mais ses deux campagnes suivantes seront marquées par des blessures qui freinent ses excellentes performances. En 2007, des fractures aux doigts l'envoient deux fois sur la liste des joueurs blessés et le gardent à l'écart du jeu pour un total de 10 semaines. En 2008, ce sont des blessures aux ischio-jambiers qui lui font rater 10 semaines. Malgré ces difficultés, Kendrick améliore ses statistiques en 2007 en frappant pour ,322 avec 109 coups sûrs en 88 matchs, puis y fait suite avec une moyenne de ,306 en 92 matchs joués en 2008.
La saison 2009 débute sur une mauvaise note. Il s'avère incapable de frapper les balles cassantes moins rapides et perd toute patience au bâton. Avec Maicer Izturis capable d'occuper le poste de deuxième but et Kendrick ne frappant que pour ,231 de moyenne au bâton en juin 2009, ce dernier est cédé aux ligues mineures. Un séjour de 20 matchs chez les Bees de Salt Lake, le principal club-école des Angels, lui fait du bien et il revient en force à Anaheim : il frappe pour ,358 avec une moyenne de présence sur les buts de ,391 et une moyenne de puissance de ,558 en seconde moitié de saison dans les majeures. S'alignant avec les Angels en séries éliminatoires pour le troisième automne consécutif, Kendrick s'illustre dans le 3e match de la Série de championnat 2009 de la Ligue américaine : il frappe un coup de circuit aux dépens d'Andy Pettitte avant de réussir un triple et de marquer un point, puis d'obtenir un simple contre Alfredo Aceves pour ensuite compter le point gagnant pour les Angels sur un double de Jeff Mathis en fin de 11e manche,.
Devenu joueur de deuxième but à temps plein des Angels à partir de 2010, il enchaîne quelques-unes de ses meilleures saisons à l'attaque. Malgré une moyenne au bâton à la baisse (,279) en 2010, il frappe 10 circuits, il réussit ses records personnels de 75 points produits, 41 doubles et 14 buts volés, et obtient un nouveau sommet en carrière de 172 coups sûrs. 

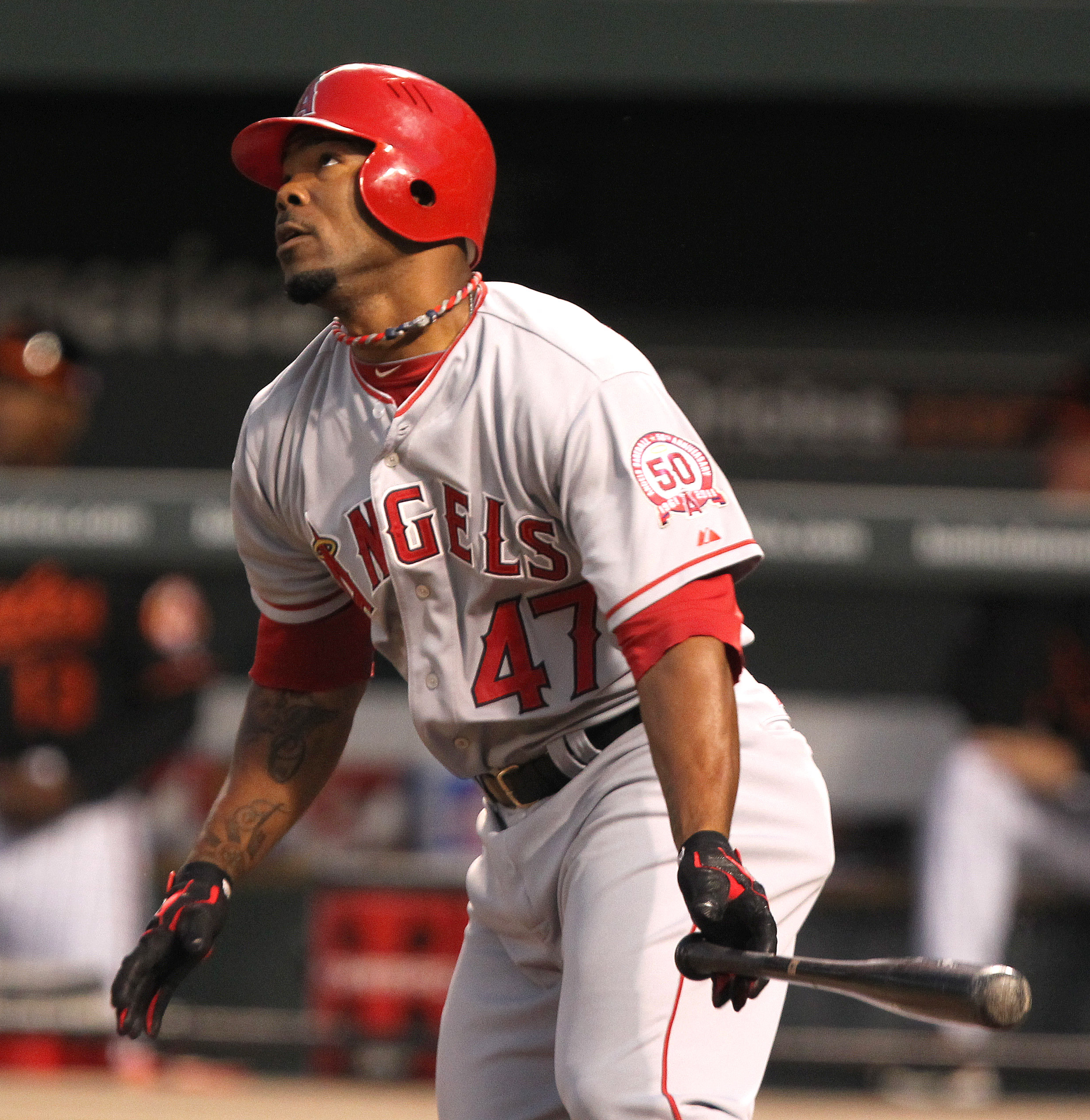
Howie Kendrick en 2011 avec les Angels.

En 2011, il est invité à son premier match des étoiles. Il produit 63 points et réussit des sommets en carrière de 18 coups de circuit et 86 points marqués. En janvier 2012, il accepte un contrat de 33,5 millions de dollars pour 4 saisons avec les Angels, une entente signée quelques mois avant qu'il ne puisse accéder au statut d'agent libre.
Il frappe 13 circuits, son second plus haut total chez les Angels, en 2013, et sa moyenne au bâton de ,297 en 122 matchs est sa plus élevée depuis 2008. En 2014, il réussit un nouveau record personnel de 181 coups sûrs, le plus haut total de l'équipe devant Mike Trout, marque 85 points et égale son record de points produits (75) de 2010. Il participe aux éliminatoires avec les Angels en 2014 et ce, pour une 4e fois, mais n'obtient que deux coups sûrs en 13 présences au bâton.
Malgré des moyennes au bâton qui ne descendent jamais en deçà de ,279 en une saison (2010), le manque de discipline au bâton dont Kendrick se rend coupable l'empêche d'obtenir des moyennes de présence sur les buts élevée (,333 en 9 saisons pour les Angels) et, à l'exception de ses 18 longues balles en 2011, ne démontre jamais la puissance au bâton que ses performances en ligues mineures avaient laissé espérer.
De 2006 à 2014, il réussit 1 268 coups sûrs en 1 138 matchs des Angels, avec 84 circuits, 529 points produits, 566 points marqués et 97 buts volés, dont un total d'exactement 14 lors des saisons 2010, 2011, 2012 et 2014. En 16 matchs éliminatoires, il ne frappe que pour ,186 de moyenne au bâton avec 11 coups sûrs, dont un circuit, deux points produits et 3 buts volés.

### Dodgers de Los Angeles
Le 10 décembre 2014, Kendrick est échangé des Angels aux Dodgers de Los Angeles contre le lanceur gaucher Andrew Heaney. L'échange survient alors que Kendrick entre dans la dernière de son contrat signé en janvier 2012.
Après la saison 2015, Kendrick décline l'offre qualitative de 15,8 millions de dollars offerte par les Dodgers, une procédure qui assure à l'équipe d'obtenir un choix de repêchage compensatoire s'il signe avec un autre club. Mais cette menace de perdre un choix est justement ce qui rend les autres clubs du baseball majeur réticents à faire une offre au vétéran, qui est agent libre pour la première fois de sa carrière. Le 4 février 2016, Kendrick accepte une offre de 20 millions de dollars pour deux autres saisons avec les Dodgers. Il accepte donc un salaire annuel légèrement moins élevé que ce qui lui avait été proposé en novembre précédent, et dénonce le système de choix compensatoires, qui promet alors d'être abordé lors de la négociation en 2016 d'une nouvelle convention collective entre la MLB et le syndicat des joueurs,.

### Phillies de Philadelphie
Le 11 novembre 2016, les Dodgers de Los Angeles échangent Howie Kendrick aux Phillies de Philadelphie contre Darin Ruf et Darnell Sweeney.
Kendrick joue surtout au champ gauche pour les Phillies en 2017, délaissant peu à peu le poste de deuxième but pour la première fois de sa carrière.

### Nationals de Washington
Le 28 juillet 2017, Philadelphie échange Kendrick aux Nationals de Washington contre le lanceur gaucher des ligues mineures McKenzie Mills.